# Адіхаламані
Адіхаламані (Адікаламані) (д/н — бл. 186 до н. е.) — цар (коре) Куша в 205—186 роках до н. е.

## Життєпис
Ймовірно, був сином царя Аркамані II. Посів трон у 207 або 205 році до н. е. Перша ймовірно дата свідчить про те, що Адіхаламані став співцарем. Про нього відомо з двох джерел — з напису у храмі Амону і Ісіди та на стели в Філах.
Будівництво храму Амона і Ісіди, відомого як Дебод (тепер перевезено до Іспанії) було розпочато єгипетським царем Птолемеєм IV. Втім 205 році до н. е. тут почалося повстання єгиптян, яких підтримав Аркамані II. Адіхаламані продовжив союз з Хурганофором, що став правителем Верхнього Єгипту. В результаті храм перейшов у власність Кушу, цар якого згодом набув чималої ваги в Верхньому Єгипті. На рельєфах цього храму цар Адіхаламані приносить жертви богам Амону, Мут, Осірісу, Ісіді, Гарпократу, Нехбет та Ваджет.
Тоді ж було споруджено стелу в Філах. На ній вибито один з останніх великих текстів кушитських царів, записаних єгипетськими ієрогліфами.
Після смерті Хурганофора в 197 році до н. е. підтримав Шаоннофріса, завдяки чому ще більше посилив владу у Верхньому Єгипті, незважаючи на спроби єгипетського царя Птолемея V його відвоювати.
Помер близько 186 року до н. е. Поховано в піраміді N9 в Мерое. після нього про двох наступних царів нічого невідомо: або почалася боротьба за владу, з чого скористався Єгипет, війська якого відвоювали захоплені кушитами землі. Першим відомим нащадком Адіхаламані є цариця Шанакдахете.